# Jesús Goyzueta
Jesús Goyzueta (13 d'agost de 1947) és un futbolista peruà.
Va formar part de l'equip peruà a la Copa del Món de 1970. Destacà com a jugador de Universitario de Deportes.